# بينداري - ميريم
بينداري - ميريم بلدية في ولاية مارانهاو في المنطقة الشمالية الشرقية من البرازيل.